# جيمس جي. درايفر
جيمس جي. درايفر (بالإنجليزية: James G. Driver)‏ هو لاعب كرة قاعدة أمريكي، ولد في 10 أغسطس 1889، وتوفي في 1 أكتوبر 1975 في ويليامزبرغ في الولايات المتحدة.